# Squadra mista ai Giochi della I Olimpiade
La Squadra mista partecipò alle I Olimpiadi moderne, svoltesi dal 6 al 15 aprile 1896 ad Atene. Sotto questo nome figurano gli atleti che parteciparono al torneo di doppio di tennis, in squadra con un atleta di diversa nazionalità.

## Risultati

### Tennis
| Nazione     | Atleta                  | Evento | Finale     | Finale |
| Nazione     | Atleta                  | Evento | Classifica |        |
| ----------- | ----------------------- | ------ | ---------- | ------ |
| Regno Unito | John Pius Boland        | Doppio |            |        |
| Germania    | Fritz Traun             | Doppio |            |        |
| Grecia      | Dionysios Kasdaglis     | Doppio |            |        |
| Grecia      | Dimitrios Petrokokkinis | Doppio |            |        |
| Australia   | Teddy Flack             | Doppio |            |        |
| Regno Unito | George Stuart Robertson | Doppio |            |        |